# Elektrické napětí
Elektrické napětí je jedna ze základních veličin při studiu a využívání elektřiny. Napětí jako rozdíl potenciálů mezi dvěma body může způsobit elektrický proud a v analogii s kapalinou odpovídá rozdílu tlaků mezi dvěma body potrubí. Definuje se jako rozdíl potenciálů mezi dvěma body elektrického pole, tj. práce, potřebná k přenesení jednotkového náboje mezi těmito body. Vztah mezi napětím a proudem ve vodiči s elektrickým odporem vyjadřuje Ohmův zákon.
Napětí v elektrických rozvodech může být stejnosměrné (značí se ss nebo symbolem =, např. Uss, resp. U=) nebo střídavé (značí se st nebo symbolem ~, např. Ust, resp. U~), jehož směr toku i okamžitá velikost se v čase periodicky mění, příkladem může být elektrická síť se střídavým napětím 230 V a frekvencí 50 Hz, kde napětí vzniká pohybem elektrického vodiče v elektromagnetickém poli generátoru v elektrárně. V technické praxi se napětí často vztahuje vůči zemi s potenciálem nula.
Značka elektrického napětí je velké {\displaystyle U} (většinou efektivní hodnota) resp. malé {\displaystyle u} (většinou okamžitá hodnota, viz nestacionární pole). Jednotkou elektrického napětí v soustavě SI je volt, značí se {\displaystyle V}. Elektrické napětí se měří voltmetrem, který se zapojuje do obvodu paralelně.
| Kategorie | Napěťová hladina      | Značka | Střídavé napětí (efektivní hodnota) | Střídavé napětí (efektivní hodnota) | Střídavé napětí (efektivní hodnota) | Stejnosměrné napětí            |
| Kategorie | Napěťová hladina      | Značka | Uzeměná síť                         | Uzeměná síť                         | Izolovaná síť                       | Stejnosměrné napětí            |
| Kategorie | Napěťová hladina      | Značka | fáze-zem                            | fáze-fáze                           | fáze-fáze                           | Stejnosměrné napětí            |
| --------- | --------------------- | ------ | ----------------------------------- | ----------------------------------- | ----------------------------------- | ------------------------------ |
| I         | malé napětí           | mn     | do 50 V včetně                      | do 50 V včetně                      | do 50 V včetně                      | do 120 V včetně                |
| II        | nízké napětí          | nn     | nad 50 V až do 600 V včetně         | nad 50 V až do 1 kV včetně          | nad 50 V až do 1 kV včetně          | nad 120 V až do 1 500 V včetně |
| A         | vysoké napětí         | vn     | nad 0,6 kV až do 30 kV včetně       | nad 1 kV až do 52 kV včetně         | nad 1 kV až do 52 kV včetně         | nad 1,5 kV až do 52 kV včetně  |
| B         | velmi vysoké napětí   | vvn    | nad 30 kV až do 171 kV včetně       | nad 52 kV až do 300 kV včetně       | nad 52 kV až do 300 kV včetně       | nad 52 kV až do 300 kV včetně  |
| C         | zvláště vysoké napětí | zvn    | –                                   | nad 300 kV až do 800 kV včetně      | –                                   | nad 300 kV až do 800 kV včetně |
| D         | ultra vysoké napětí   | uvn    | –                                   | nad 800 kV                          | –                                   | nad 800 kV                     |

## Definice

### Stacionární pole
Elektrické napětí mezi dvěma body s polohovými vektory {\displaystyle \mathbf {r} _{1}} a {\displaystyle \mathbf {r} _{2}} lze vyjádřit vztahem:
{\displaystyle U=\int _{\mathbf {r} _{1}}^{\mathbf {r} _{2}}\mathbf {E} \cdot \mathrm {d} \mathbf {l} =\varphi (\mathbf {r} _{2})-\varphi (\mathbf {r} _{1})},
kde {\displaystyle \mathbf {E} } je intenzita elektrického pole a {\displaystyle \varphi } je elektrický potenciál.
Práci {\displaystyle W} vykonanou při přemísťování kladného náboje {\displaystyle Q} při napětí {\displaystyle U} lze vyjádřit vztahem:
{\displaystyle W=Q\cdot U}

### Nestacionární pole
Elektrické napětí indukované ve smyčce vodiče je rovno časové změně celkového magnetického toku, který smyčkou prochází (Faradayův zákon elektromagnetické indukce):
{\displaystyle u(t)=-{\frac {\mathrm {d} \Phi }{\mathrm {d} t}}},
kde {\displaystyle \Phi } je magnetický tok,
a v integrálním tvaru kde se integruje po uzavřené vodivé smyčce {\displaystyle C} s plochou {\displaystyle S}:
{\displaystyle U=\oint _{C}\mathbf {E} \cdot \mathrm {d} \mathbf {l} =-\ {\frac {\mathrm {d} }{\mathrm {d} t}}\int _{S}\mathbf {B} \cdot \mathrm {d} \mathbf {S} },
kde {\displaystyle \mathbf {B} } je magnetická indukce.
Pokud se polarita napětí mezi body určitého pole v čase nemění, takže lze rozlišit kladný a záporný pól, jedná se o stejnosměrné napětí Uss nebo U=. Typickým příkladem může být elektrický článek, baterie článků nebo akumulátor, kde napětí vzniká elektrochemickým procesem. Pokud se polarita v čase pravidelně mění, jedná se o střídavé napětí Ust nebo U~.

## Stejnosměrné napětí
Stejnosměrné napětí je takové elektrické napětí, které v čase nemění svou polaritu. Jako zdroje stejnosměrného napětí se užívají:
- galvanický článek – jedná se buď o primární články (např. tužková baterie) určené k napájení spotřebičů s malým příkonem nebo články sekundární – akumulátory – určené pro energeticky náročnější přenosné spotřebiče (např. mobilní telefon)
- fotovoltaický článek – používaný k napájení malých kapesních kalkulátorů, ale i pro stavbu mohutných fotovoltaických elektráren
- termočlánek – napájí meziplanetární sondy jako součást radioizotopového termoelektrického generátoru
- dynamo – dříve nejrozšířenější stejnosměrný zdroj, nyní zcela vytlačen alternátorem s usměrňovačem
- usměrňovač – umožňuje získat stejnosměrný proud ze střídavého, většinou síťového proudu

## Střídavé napětí
Střídavé napětí je takové elektrické napětí, které v čase mění svou polaritu s určitou periodou. Časový průběh napětí je obvykle harmonický:
{\displaystyle u(t)=U_{m}\cdot \sin(\omega t+\varphi )}
kde {\displaystyle U_{m}} je amplituda střídavého napětí, {\displaystyle \omega } je úhlová frekvence a {\displaystyle \varphi } je fázový posuv mezi napětím a proudem.
Neharmonické průběhy mohou mít různé tvary:
- obdélník, např. jak výstup z TTL bez stejnosměrné složky nebo výstup obvodu s operačním zesilovačem, který cykluje mezi svými saturačními hodnotami.
- pila
  - skoky s jednostranným sklonem
  - skoky s oboustranným sklonem, např. jako neustálá integrace přírůstku s proměnlivým znaménkem (obdélníků)
- harmonický sinus částečně posunutý (vertikálně) o stejnosměrnou složku
- nesymetrickým střídavým průběhem může být jakýkoli tvar za kondenzátorem, který blokuje stejnosměrnou složku
  - průběh usměrněných půlvln za diodovým můstkem (oblouky proti špičkám)
  - cyklický průběh impulsů přechodového jevu (vysoké špičky proti mělkým úrovním ustálení)

Velikost harmonického střídavého napětí je obtížné vyjádřit jediným číslem, protože jeho hodnota se neustále mění v čase. Proto definujeme následující hodnoty:

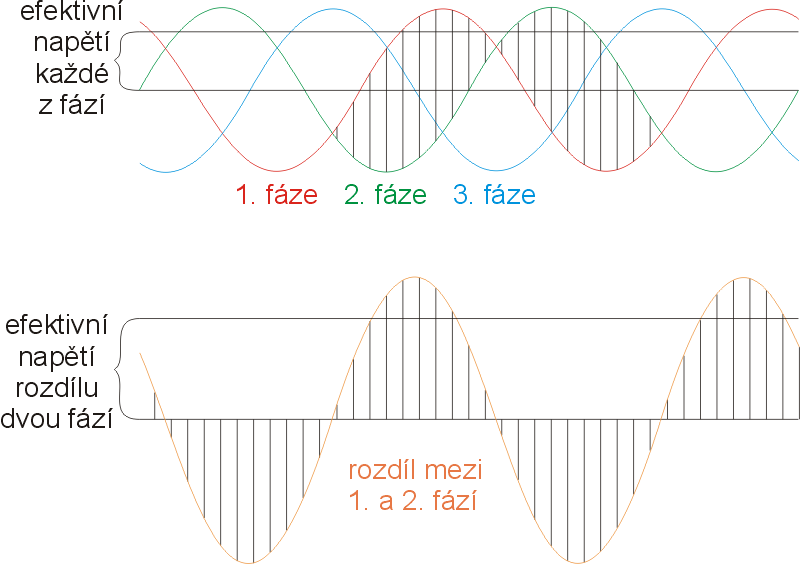
Efektivní fázové a sdružené napětí v třífázové soustavě.

Střední hodnotu harmonického napětí definujeme následovně:
{\displaystyle {\bar {U}}={\frac {2}{T}}\int _{0}^{T/2}u(t)\ \mathrm {d} t={\frac {2}{T}}U_{m}\int _{0}^{T/2}\sin \omega t\ \mathrm {d} t=-{\frac {2}{\omega T}}U_{m}(\cos \pi -\cos 0)={\frac {2}{\pi }}U_{m}}.
Efektivní hodnotu harmonického napětí definujeme následovně:
{\displaystyle U^{2}={\frac {1}{T}}\int _{0}^{T}u^{2}(t)\ \mathrm {d} t={\frac {1}{T}}U_{m}^{2}\int _{0}^{T}\sin ^{2}\omega t\ \mathrm {d} t={\frac {1}{T}}U_{m}^{2}({\frac {T}{2}}-{\frac {\sin 4\pi }{4\omega }})={\frac {1}{2}}U_{m}^{2}\ \ \ } tj. {\displaystyle \ \ \ U={\frac {1}{\sqrt {2}}}U_{m}}.
Vztah mezi hodnotou sdruženého napětí {\displaystyle U} (napětí mezi fázemi) a fázového napětí {\displaystyle U_{f}} (napětí mezi fází a nulou) se určí následovně:
{\displaystyle U=2U_{f}\cos {\frac {\pi }{6}}=2U_{f}{\frac {\sqrt {3}}{2}}={\sqrt {3}}U_{f}}.
- V Evropě je standardem trojfázový rozvod se sdruženým efektivním napětím 400 V s frekvencí 50 Hz, tedy s fázovým efektivním napětím 230 V.
- V USA je standardem trojfázový rozvod se sdruženým efektivním napětím 220 V s frekvencí 60 Hz, tedy s fázovým efektivním napětím 120 V.